# Cantó de Le Vauclin
El cantó de Le Vauclin és una divisió administrativa francesa situat al departament de Martinica a la regió de Martinica.

## Composició
El cantó comprèn la comuna de Le Vauclin.

## Administració
| Període                                  | Identitat     | Partit                            | Qualitat |
| ---------------------------------------- | ------------- | --------------------------------- | -------- |
| 2004-2014                                | Georges Cléon | Federació Socialista Martiniquesa |          |
| Les dades anteriors no són pas conegudes |               |                                   |          |